# دونالد آيفي
دونالد آيفي (بالإنجليزية: Donald Ivey)‏ (و. 1922 – م) هو فيزيائي من كندا .

## التعليم
تعلم في جامعة تورنتو

## مناصب وهيئات
أدار جامعة تورنتو.

## روابط خارجية
- دونالد آيفي على موقع IMDb (الإنجليزية)